# Robert Friedman
Robert Friedman (* 15. April 1955) ist ein US-amerikanischer Mathematiker, der sich mit Algebraischer Geometrie befasst.
Robert Friedman wuchs nahe Boston auf und studierte an der Harvard University Mathematik mit dem Bachelor- und Masterabschluss 1976 und wurde dort 1981 bei Phillip Griffiths promoviert (Hodge theory, deformations and the global Torelli problem). Danach war er an der Columbia University, wo er von 2001 bis 2004 der Mathematik-Fakultät vorstand. 1986 wurde er Forschungsstipendiat der Alfred P. Sloan Foundation (Sloan Research Fellow).
Er befasst sich mit algebraischen Flächen und Vektorbündeln auf diesen und deren Topologie.
Nachdem Simon Donaldson mit {\displaystyle \mathbb {P} ^{2}\#9\cdot {\bar {\mathbb {P} }}^{2}} ein Beispiel einer 4-Mannigfaltigkeit mit zwei differenzierbaren Strukturen gegeben hatte, bewiesen John Morgan und Robert Friedman (und unabhängig Christian Okonek und Antonius van de Ven), dass es unendlich viele differenzierbare Strukturen auf diesem Raum gibt. Sie waren in natürlicher Weise durch bekannte algebraische Flächen gegeben. Da diese durch ihre Kodaira-Dimension klassifiziert werden und die Differenzierbarkeitsstruktur in allen Fällen ebenfalls mit der Kodaira-Dimension variierte, vermutete van de Ven, dass diese eine differentialtopologische Invariante ist. Das wurde 1994 von Robert Friedman und Z. Qin 1994 bewiesen.
2014 erhielt er den Mark van Doren Award for Teaching an der Columbia University.

## Schriften
- mit John Morgan: Smooth Four-Manifolds and Complex Surfaces, Ergebnisse der Mathematik und ihrer Grenzgebiete, Springer 1994
- Algebraic Surfaces and Holomorphic Vector Bundles, Springer 1998
- mit Armand Borel, John Morgan: Almost commuting elements in compact Lie groups, Memoirs AMS, 2002
- Herausgeber mit John W. Morgan: Gauge theory and the topology of four-manifolds, IAS/Park City Mathematics Institute Lecture notes 1994, AMS 1998
- Herausgeber mit David Morrison: The birational geometry of degenerations, Birkhäuser 1983

Einige Aufsätze:
- mit John Morgan: On diffeomorphism types of certain algebraic surfaces, 2 Teile, J. Diff. Geom., Band 27, 1988, S. 297–369, Project Euclid
- mit John Morgan: Algebraic surfaces and 4-Manifolds, some conjectures and speculations, BAMS, Band 18, 1988, S. 1–19
- mit John Morgan: Complex versus differential classification of algebraic surfaces, Topology Appl, Band 32, 1989, S. 135–137
- mit John Morgan: Holomorphic Principal Bundles Over Elliptic Curves, Teil 1,2, 3, Teil 2: J. Diff. Geom., Band 56, 2000, S. 301–379, Teil 1, Arxiv 1998, Teil 2, Arxiv 2000, Teil 3, Arxiv 2001
- Rank two vector bundles over regular elliptic surfaces, Inv. Math., Band 96, 1989, S. 283–332
- mit Z. B. Quin: On complex surfaces diffeomorphic to rational surfaces, Invent. Math., Band 120, 1995, S. 81–117
- Vector bundles and SO(3)-invariants for elliptic surfaces, J. AMS, Band 8, 1995, S. 29–139
- mit John W. Morgan: Algebraic surfaces and Seiberg-Witten invariants, J. Algebraic Geometry, Band 6, 1997, S. 445–479
- mit John Morgan, Edward Witten: Vector bundles and F theory, Comm. Math., Phys., Band 187, 1997, S. 679–743, Arxiv
- mit John Morgan, Edward Witten: Vector bundles over elliptic fibrations, J. Algebraic Geometry, Band 8, 1999, S. 297–401, Arxiv 1997